# Hendrik Jan Carsten (1817-1908)
Hendrik Jan Carsten (Hoogeveen, 20 april 1817 – Amsterdam, 1 mei 1908) was een Nederlandse politicus.

## Leven en werk
Carsten was een zoon van de schulte van Hoogeveen en gedeputeerde van Drenthe mr. Hugo Christiaan Carsten en Alberta Lamberdina Kniphorst. Hij studeerde rechten aan de universiteit van Groningen en promoveerde aldaar in 1841. Hij vestigde zich als advocaat in Hoogeveen en werd vrijwel onmiddellijk na zijn afstuderen benoemd tot burgemeester van Zuidwolde. Een jaar later werd hij benoemd tot burgemeester van Hoogeveen. Vanwege zijn benoeming tot notaris in 1843 legde hij zijn burgemeestersfunctie neer. In 1850 werd hij lid van Provinciale Staten van Drenthe en in 1851 tevens gemeenteraadslid van Hoogeveen. Carsten werd in 1874 benoemd tot Ridder in de Orde van de Nederlandse Leeuw. In 1875 werd hij gekozen tot lid van de Eerste Kamer, waar hij behoorde tot de liberale groepering. Hij verzette zich in de Eerste Kamer tegen de aanleg van het Stieltjeskanaal, omdat de aanleg hiervan ongunstig zou zijn voor de scheepvaart en het waterpeil in de Hoogeveense Vaart. Dit verzet viel niet in goede aarde bij de Staten van Drenthe, waardoor hij in 1884 niet werd herkozen tot kamerlid. De kiezers in het district Hoogeveen kozen echter zijn kant en kozen hem in 1886 tot lid van Provinciale Staten.
Carsten trouwde op 11 juli 1849 met de in Zaandam geboren Hester Antonia Johanna Swaving, dochter van de arts Anthonie Johannes Swaving en Hester de Quack. Hij overleed in mei 1908 op 91-jarige leeftijd te Amsterdam.
Zijn broer Lambertus Carsten was eveneens burgemeester van Hoogeveen.

## Faillissement
Carsten legde zich toe op de ontginning van bossen in Drenthe. Van zijn vader had hij Veenlust met bijbehorende percelen in Hoogeveen geërfd. Hij breidde zijn bezittingen verder uit door nog te ontginnen bosgebieden aan te kopen. Uiteindelijk leverde de exploitatie onvoldoende op en leidde dit tot zijn faillissement. Hierdoor zag hij zich in 1887 genoodzaakt om het notariaat in Hoogeveen en al zijn politieke functies op te geven.
- Biografisch Portaal: 00482017
- Digitale Bibliotheek voor de Nederlandse Letteren: cars006
- International Standard Name Identifier: 0000 0003 9049 7358
- Nederlandse Thesaurus van Auteursnamen: 072617594
- Parlement.com: vg09lkz4i9yw
- Virtual International Authority File: 284128563
- WorldCat: E39PBJbWt79xVbhkc3bHfvbcfq